# نسر الرأس الهندي
نسر الرأس الهندي هو قطعة ذهبية أو نسر بقيمة 10 دولارات سُكت بواسطة دار سك العُملة الأمريكية بشكل مستمر من عام 1907 حتى عام 1916، وبشكل غير منتظم حتى عام 1933. صُمم الوجه الأمامي والخلفي للعملة بواسطة النحات أوغسطس سانت جودنز، وكُلف في الأصل باستخدامها على فئات أخرى. كان يعاني من مرض السرطان ولم يتمكن من رؤية العُملات المعدنية التي صدرت.
ابتداًء من عام 1904، اقترح الرئيس ثيودور روزفلت تصميمات جديدة وأكثر فنية على العُملات المعدنية الأمريكية، مما دفع دار سك العُملة إلى تعيين سانت جودنز لإنشائها. في البداية فكر روزفلت وسان جودنز في تصميم موحد للفئات الأربع من العُملات التي ضُربت بالذهب، ولكن قرر روزفلت عام 1907 استخدام نموذج لوجه النسر الذي كان النحات ينوي استخدامه للسنت. بالنسبة للوجه الخلفي للعُملة المعدنية بقيمة 10 دولارات، قرر الرئيس تصميمًا يضم نسرًا أصلعًا واقفًا طُور لعُملة سانت جودنز ذات النسر المزدوج بقيمة 20 دولارًا، في حين يتميز الوجه الأمامي بتمثال نصفي للحرية متجهًا إلى اليسار يرتدي غطاء رأس من الريش الهندي.
كانت العُملة المعدنية التي نحتها سانت جودنز مرتفعة للغاية بحيث لم تتمكن دار سك العُملة من ضربها بسهولة، واستغرق الأمر شهورًا لتعديل التصميم حتى يُمكن ضرب العملة المعدنية بضربة واحدة من مكابس دار سك العملة. توفي سانت جودنز في 3 أغسطس/آب 1907، وأصر روزفلت على الانتهاء من النسر الجديد وضربه في ذلك الشهر. في 31 أغسطس/آب، تسلم الرئيس قطعًا جديدة تختلف عن العُملات المعدنية التي سُكت لاحقًا للتداول.
أدى حذف شعار "نحن نثق في الله" من العملات الجديدة إلى غضب شعبي، مما دفع الكونغرس إلى تمرير مشروع قانون يفرض تضمينه. أضاف النقاش الرئيسي في دار سك العملة تشارلز إي. باربر الكلمات وأجرى تعديلات طفيفة على التصميم. ظل نسر الرأس الهندي يضرب بانتظام حتى عام 1916، ثم بشكل متقطع حتى أمر الرئيس فرانكلين روزفلت دار سك العملة بالتوقف عن إنتاج العملات الذهبية في عام 1933. وأدى هذا إلى إنهاء سلسلة النسور التي ضُربت للتداول والتي بدأت في عام 1795. أذابت الحكومة العديد من نسور الرأس الهندي في أواخر الثلاثينيات من القرن العشرين؛ وكان إصدار عام 1933 نادرًا بشكل خاص، حيث وزع عدد قليل منه.

## بداية
كتب الرئيس ثيودور روزفلت عام 1904، إلى وزير الخزانة ليزلي مورتييه شو يشكو من أن العُملة الأمريكية تفتقر إلى القيمة الفنية. واقترح أن تقوم الخزانة بتعيين فنان خاص لإعداد تصميمات عُملات معدنية جديدة، مثل النحات أوغسطس سانت جودنز. بتوجيه من روزفلت، استأجرت دار سك العُملة سانت جودنز لإعادة تصميم السنت والقطع الذهبية الأربع: النسر المزدوج (20 دولارًا)، النسر (10 دولارات)، نصف النسر (5 دولارات)، وربع النسر (2.50 دولارًا). سُك تصميم رأس الحرية لأول مرة للنسر في عام 1838؛ وكانت الإضافة الأخيرة لسلسلة رأس الحرية الذهبية هي النسر المزدوج، الذي سُك لأول مرة للتداول في عام 1850. ظلت تصميمات هذهِ القطع دون تغيير لأكثر من 25 عامًا، وكان من الممكن تغييرها دون الحاجة إلى قانون من الكونغرس.
في عام 1905، نقش النقاش تشارلز إي. باربر الوجه الأمامي لميدالية تنصيب روزفلت، بينما نقش مساعدهُ جورج تي. مورجان الوجه الخلفي. لم يعجب روزفلت هذا العمل وكلف سانت جودنز بتصميم ميدالية غير رسمية لإحياء ذكرى التنصيب. توقع سانت جودينز مقاومة من باربر بشأن مسألة العُملة الجديدة؛ فكتب إلى شقيقه لويس، "باربر هو S.O.A.B [ابن عاهرة] ولكنني أجريت محادثة مع الرئيس الذي أمر السكرتير شو في حضوري بقطع رأس باربر إذا لم يُنفذ أوامرنا".

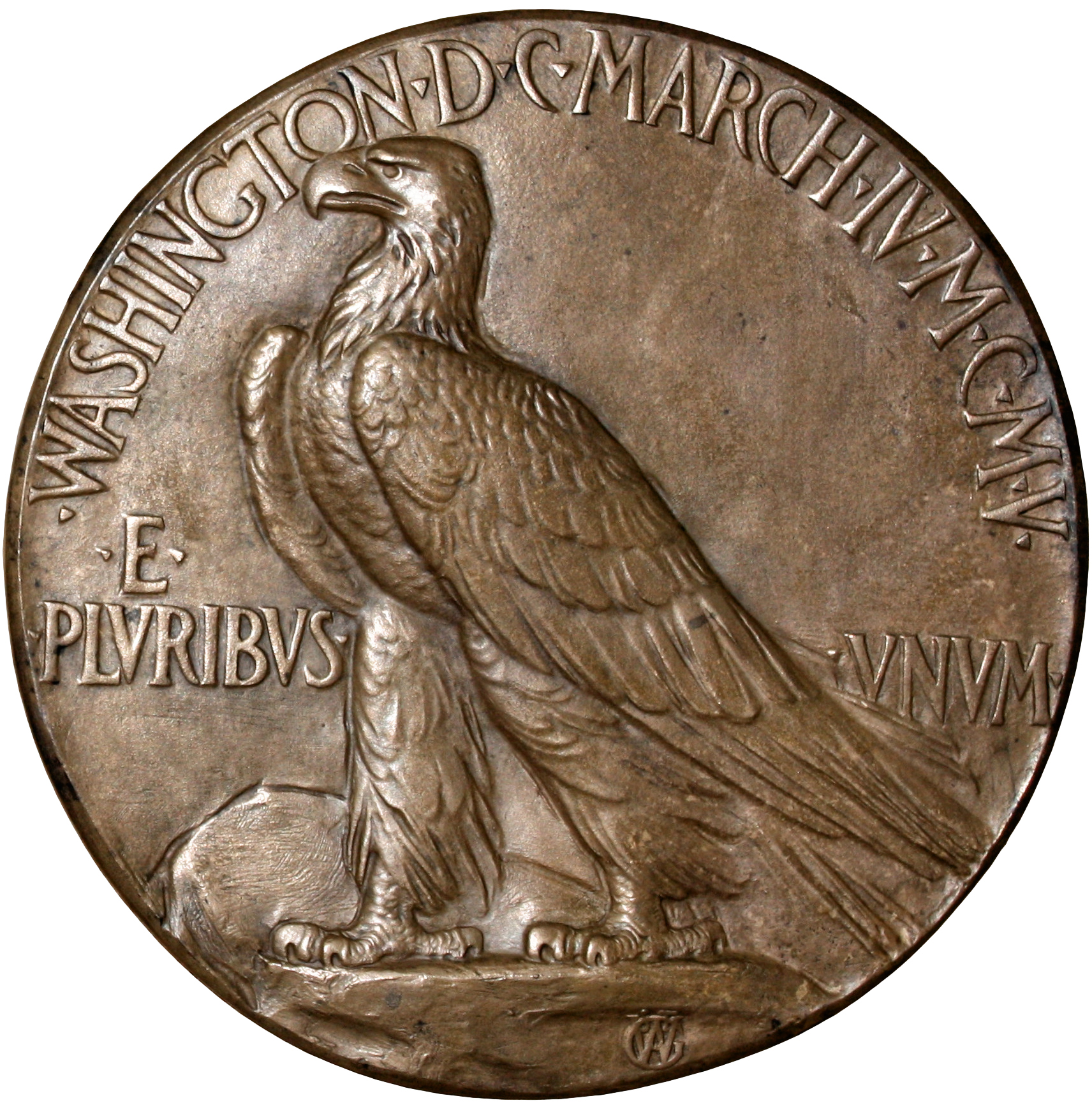
يحتوي الوجه الخلفي للميدالية الافتتاحية التي أصدرتها شركة Saint-Gaudens عام 1905 على نسر واقف مشابه للنسر الموجود على قطعة العشرة دولارات.

أُعجب روزفلت ببعض النماذج التي أعدها سانت جودنز للعُملة المعدنية وتُظهر رأس الحرية. في أوائل عام 1907، كتب إلى سانت جودنز مقترحًا إضافة قبعة حرب هندية إلى وجه السنت: "أشعر بشدة أنه يجب أن نضع على عُملة واحدة على الأقل غطاء الرأس الهندي المصنوع من الريش. إنه أمريكي بامتياز، وذو جمال خلاب. ألا يمكنك الحصول على رأس كهذا كما لديك الآن، ولكن مع غطاء الرأس المصنوع من الريش؟" يصف مؤرخ العُملات والتر برين هذا بأنه "إضافة سخيفة لغطاء رأس حربي من الريش"، ويُذكر مؤرخ الفن كورنيليوس فيرمول أن نسر الرأس الهندي "لم يكن ليُصبح عُملة عظيمة لأن روزفلت تدخل" في تصميمه. ومع ذلك، أضاف سانت جودنز غطاء الرأس إلى رأس الحرية في فبراير/شباط 1907. كان مترددًا بشأن التصميم الذي سيستخدمه للقطع الذهبية، والتي كان من المفترض أن يكون لها مظهر موحد، اقترح استخدام غطاء الرأس الحرية للنسر المزدوج. قرر روزفلت مبدئيًا استخدام تصميمات مختلفة على النسر والنسر المزدوج، حيث يحمل النسر غطاء الرأس الحرية. يُظهر النسر المزدوج الحرية وهي تخطو إلى الأمام، مع نسر طائر على الجانب الآخر. وكان الرئيس مستعدًا للقاء سانت جودنز شخصيًا إذا اعترض، لكن النحات كان يعاني من مرض خطير بسبب السرطان ولم يُعقد أي اجتماع.

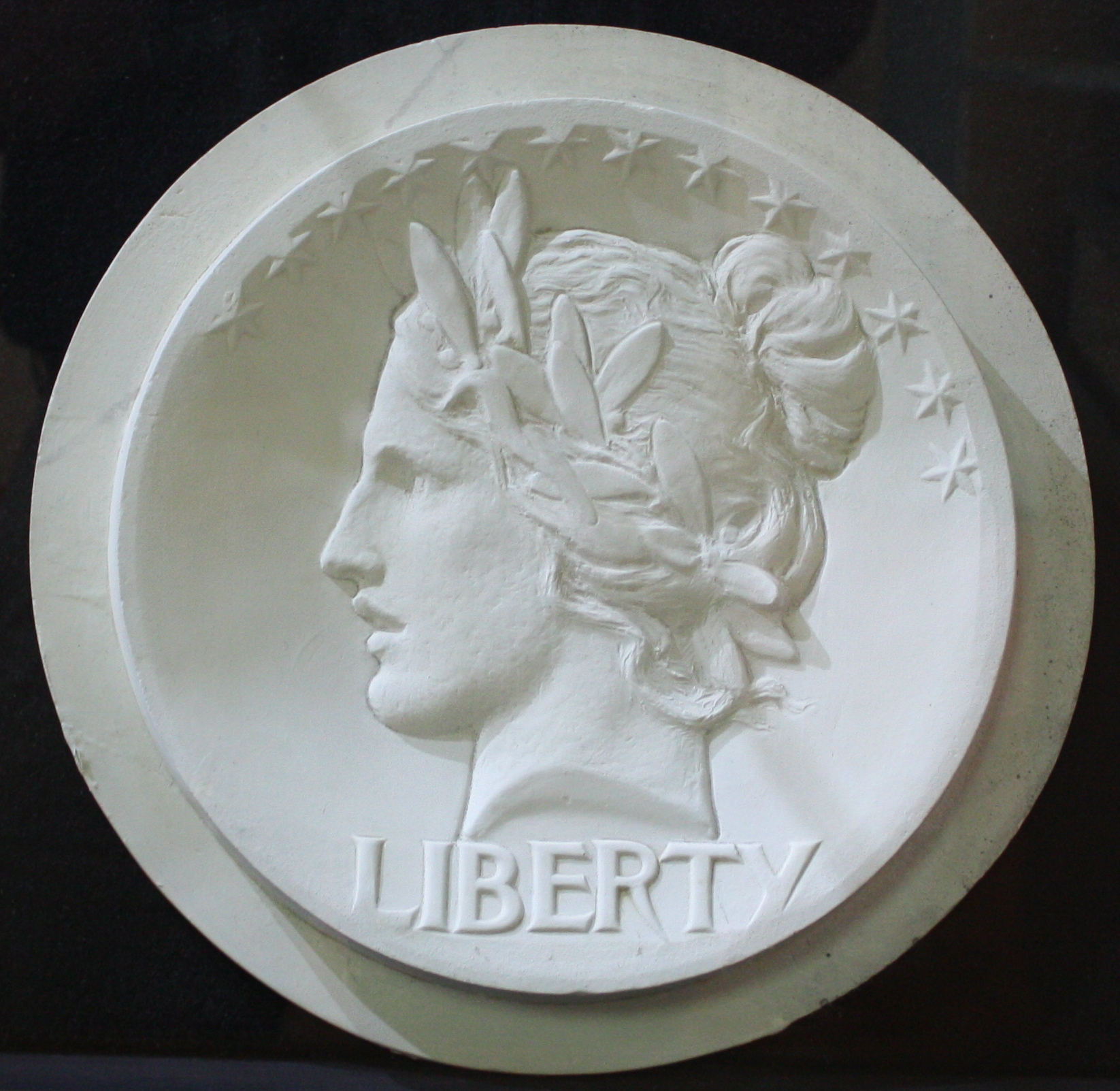
نموذج سانت جودنز لتصميم الحرية للمائة. أصر روزفلت على إضافة غطاء رأس من الريش الهندي للرجال.

كتب مدير دار سك العُملة جورج إي. روبرتس إلى سانت جودنز في 25 مايو/أيار 1907: "عُقد الاتفاق الآن ... سيكون تصميم النسر هو رأس الريشة للحرية مع النسر الواقف". تحرك سانت جودنز ومساعدوه بسرعة بشأن المراجعة، وأرسل نماذج للعُملة الجديدة في الأول من يونيو/حزيران مع رسالة تنص على أن نقش النماذج الجديدة يجب أن يكون قابلاً للسك من قِبل دار سك العُملة. تأخر ظهور النسور المزدوجة لأن سانت جودنز أرسل إلى دار سك العملة مرتين نماذج تحمل نقشًا بارزًا للغاية لا يمكن ضربه بضربة واحدة، كما هو مطلوب للعُملات المتداولة. أُرسل خطابه إلى دار سك العملة في فيلادلفيا، طلب المشرف جون لانديس من كبير النقاشين في دار سك العملة تشارلز إي. باربر أن يقرأه ويوقع عليه بالأحرف الأولى. في 7 يونيو/حزيران، رد باربر على لانديس:
أود أن أبلغكم أنني تلقيت نموذجين من الجبس، بالإضافة إلى نسخة من رسالة من السيد سانت جودان إلى المدير، تتضمن بعض العبارات المضللة إلى حد ما ... يجب أن يتوافق نقش التصميم مع الشروط الثابتة، وبالتالي، فإن النقش الوحيد الذي أعرفه هو نقش العملات المعدنية؛ النماذج المرسلة الآن ليست نقشًا للعملات المعدنية. ... تاريخ السنة مكتوب بالترميز الروماني، ولا يوجد أي نص للعام التالي حتى، حيث لم يتبق مكان، وبما أن هذه العملات المعدنية يجب أن تبقى لمدة 25 عامًا قبل إجراء تغيير آخر، أشعر أنه من الضروري أن أذكر أنه في غضون بضع سنوات سيكون من المستحيل تحديد تاريخ القوالب

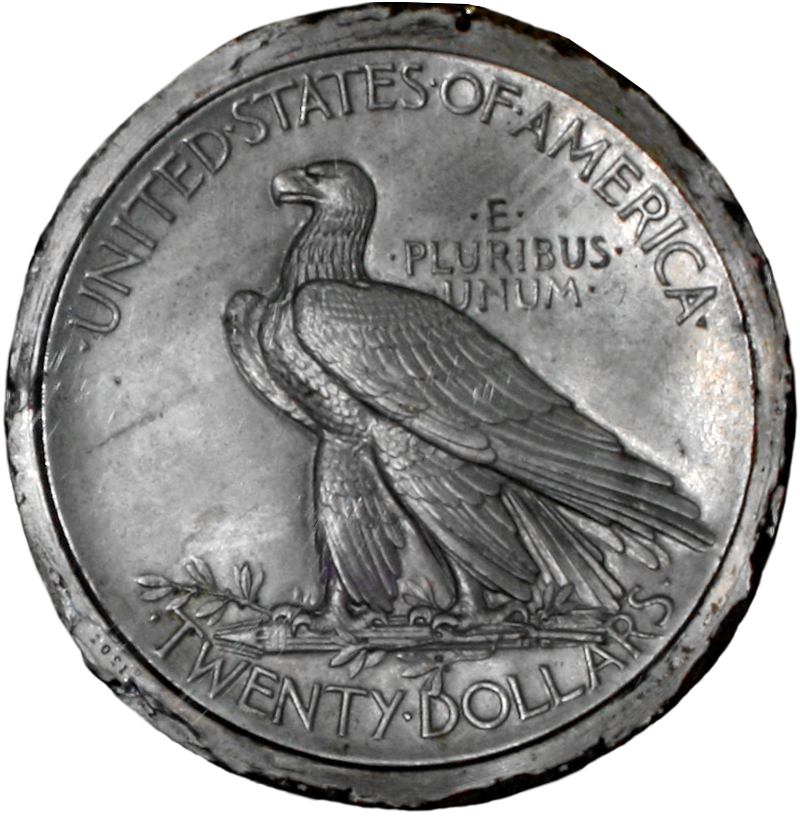
نموذج معدني للنسر المزدوج من تصميم Saint-Gaudens؛ عُدل التصميم ليناسب النسر

كتب روبرتس إلى سانت جودنز في الحادي عشر من يونيو/حزيران مقترحًا أنه قد تكون هناك مشاكل تتعلق بالتأريخ والنقش البارز؛ لكنه لم يتلق أي رد وكتب مرة أخرى في الثامن عشر من يونيو/حزيران. هذهِ المرة رد النحات، وكتب أنه كان ينتظر عودة مساعده هنري هيرينج، الذي كان يتولى الكثير من التعاملات مع دار سك العُملة. واتفق على أن الأرقام الرومانية غير مناسبة للنسر، وأرسل نماذج جديدة إلى دار سك العملة في 24 يونيو/حزيران. استخدم باربر هذهِ النماذج لإعداد قالب، إلى جانب قالب برونزي انتج بشكل خاص، ضربت الدار قطع تجريبية في 19 يوليو/تموز. تتطلب هذهِ القطع ذات "النقش البارز" ضربات متعددة من المكبس لإظهار التصميم بالكامل. كتب سانت جودنز إلى دار سك العُملة في منتصف شهر يوليو/تموز، "أنا في انتظار معرفة هذا الأمر حتى أتمكن من المضي قدمًا في النقوش البارزة الأخرى"، وأُرسلت إليه إحدى القطع الجديدة، إلى جانب نسر برأس الحرية للمقارنة.
أرسل روبرتس في 19 يوليو/تموز، زوجًا مشابهًا من العُملات المعدنية إلى وزير الخزانة جورج كورتيليو، مشيرًا إلى أن سانت جودنز استخدم لمسة نهائية ناعمة للتصميم بدلاً من العمل الحاد المميز لقطع الحرية الذهبية، اقترح أن هذا يُشجع على التزييف. أبلغ روبرتس هذهِ المخاوف إلى سانت جودينز، الذي طلب قوالب من القوالب المستخدمة في صنع القطع الجديدة؛ أُرسلت القوالب إلى منزله في كورنيش، نيو هامبشاير في 28 يوليو/تموز. توفي سانت جودنز هناك بسبب السرطان في 3 أغسطس/آب 1907، كتب روزفلت إلى أرملته أوغوستا، "أعتبره أحد امتيازات إدارتي أن أطلب منه صنع اثنتين من عملاتنا المعدنية".

## الاستعدادات

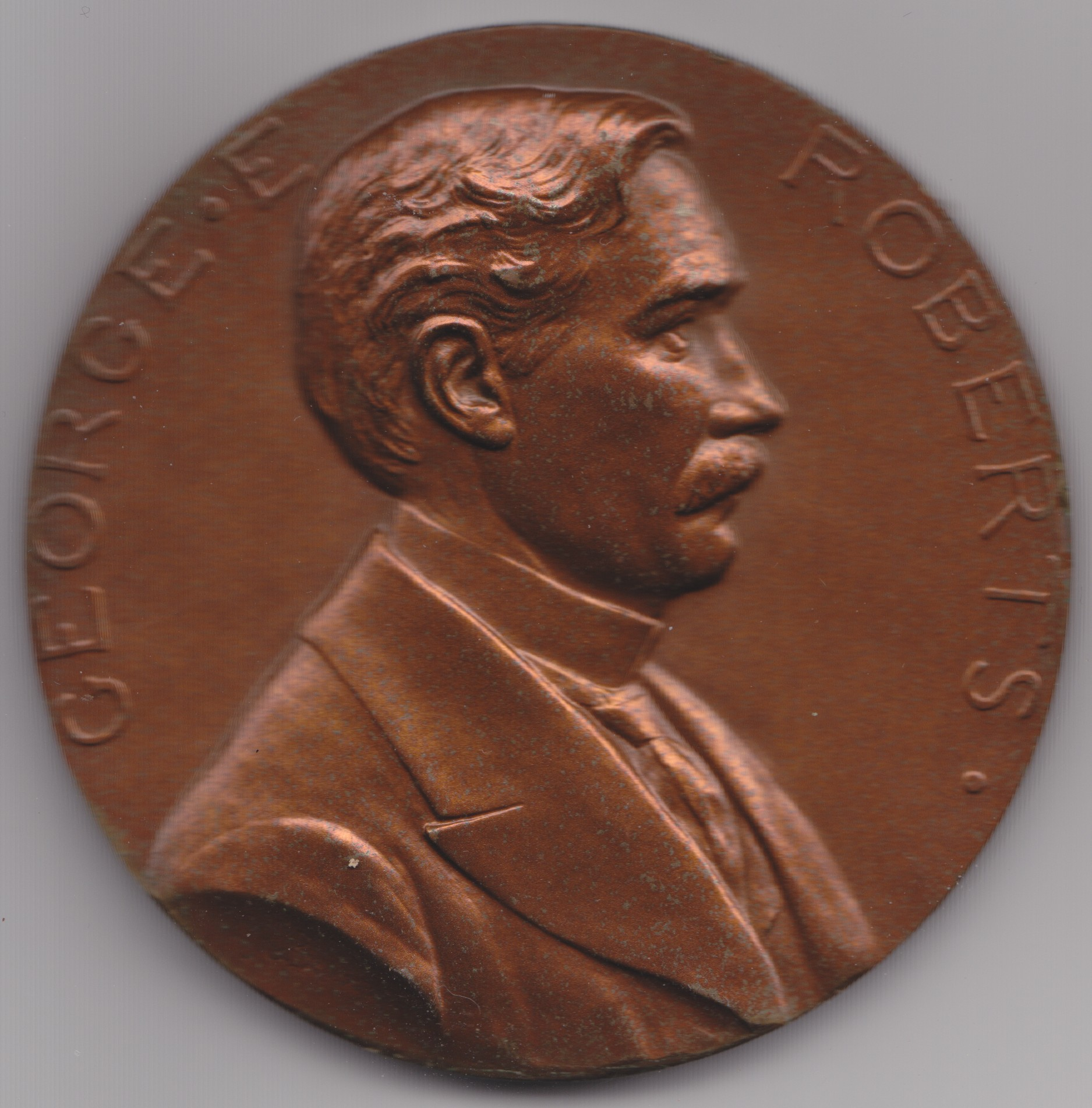
غادر مدير دار سك العملة جورج إي. روبرتس (الذي يظهر على ميدالية دار سك العملة التي صممها باربر) منصبه في 31 يوليو 1907.

غادر روبرتس منصبه في 31 يوليو/تموز 1907 ليصبح رئيسًا للبنك الوطني التجاري في شيكاغو. وبما أن خليفته، فرانك أ. ليتش، المشرف على دار سك العملة في سان فرانسيسكو، لم يتولى منصبه حتى الأول من نوفمبر/تشرين الثاني، شغل مدير دار سك العملة السابق روبرت بريستون منصب المدير بالإنابة في هذه الأثناء.
في السابع من أغسطس/آب، أمر روزفلت وزير الدفاع كورتيليو بإكمال تصميمات النسر والنسر المزدوج وبدء إنتاجها بحلول الأول من سبتمبر/أيلول. مع إجازة لانديس، سلم كورتيلو رسالة الرئيس إلى القائم بأعمال مدير دار سك العُملة في فيلادلفيا، الدكتور ألبرت أ. نوريس، موجهًا إياه إلى "التعامل مع هذه المسألة فورًا وتنفيذ تعليمات الرئيس؛ وبذل كل ما هو ممكن لتسريع العمل". كتب بريستون إلى روبرتس، طالبًا معلومات عن العُملة الجديدة، وردّ المدير السابق لدار السك في 12 أغسطس/آب، موضحًا المراسلات مع سانت جودنز، ومشيرًا إلى أنه "لم ترد أي تعليمات من الرئيس بشأن نصف النسر وربعه، لكنني توقعت استخدام تصميم النسر عليها".... قرر الرئيس ترك قطعة السنت الواحد دون تغيير، ولم يكن هناك أي نقاش حول أي تغيير في قطعة النيكل."

ردًا على تعليمات الرئيس، كتب باربر إلى نوريس ليعلمهُ أن تصميم النسر ينتظر الموافقة منذ يوليو/تموز، دون ذِكر رغبة دار سك العُملة في عمل قالب أكثر حدة. أشار نوريس في رسالته اللاحقة إلى القائم بأعمال المدير بريستون إلى أن دار سك العُملة تواجه مشاكل مع الطوق، الذي سيضرب حافة العُملة ويطبع 46 نجمة، تُمثل عدد الولايات التي ستكون بعد انضمام أوكلاهوما المقرر بالفعل إلى الاتحاد في وقت لاحق من عام 1907. لجأت سلطات دار سك العُملة دون جدوى إلى نظرائها في باريس للحصول على المشورة، لكن ورشة الآلات التابعة لدار سك العُملة تمكنت من إتقان الطوق. دافع نوريس عن باربر في رسالته إلى بريستون،
أعتقد أن الرئيس يُظلم السيد باربر عندما يتحدث عن "بعض الإرهاق الذهني وعدم القدرة على القيام بأسرع الأعمال الحديثة، كما يتضح من هذه التأخيرات"، هنا. أُسندت مهمة صنع نماذج هذه العملات إلى سانت جودنز، الذي كان نحاتًا ولم تكن لديه خبرة في تصميمات العملات. عندما استلم النماذج، أُبلغ مكتب [دار سك العملة] أن القوالب المصنوعة منها لن تعمل في مكبس سك العملات... أُعيدت النماذج إلى سانت جودنز، بناءً على طلبه، ووفرت مجموعة معدلة بعد فترة. أُبلغ المكتب أنه حتى هذه القوالب لن تُصنع قوالب مُرضية لسك العملات، ولكن صنعت القوالب وتبين أنه لا يمكن استخدامها في مكبس سك العملات. كيف سنسك العملات المعدنية رقم 1211 من هذه للرئيس؟

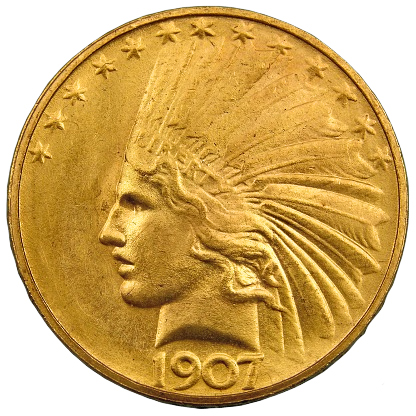
نسر "حافة السلك" عام 1907

في أواخر شهر أغسطس/آب، أرسلت أوغوستا سانت جودنز نماذج جديدة للنسر إلى القائم بأعمال المدير بريستون. وعندما فحصها باربر، لاحظ أن "القوالب المصنوعة من هذه النماذج ستكون تحسنًا كبيرًا مقارنة بالنماذج المصنوعة بالفعل" وذكر أنه باستخدام هذهِ النماذج، يمكن للدار أن تنتج النسر بكامل طاقته في غضون شهر. كتب هومر سانت جودينز، ابن النحات، إلى بريستون، "انتهى السيد هيرينغ أخيرًا من نحت النسر بنقش أقل بقليل من النقش الموجود على العُملة الفرنسية [الذهبية] لتشابلن، [كذا، في الواقع تشابلن]، وهو أدنى نقش عرف السيد هيرينغ أن والدي سيلتزم به، والذي أفهم أن السيد باربر يستطيع سكه." في هذهِ الأثناء، أمر كورتيليو بضرب 500 قطعة على مكبس الميداليات عالي الضغط التابع لدار سك العُملة من القوالب التي كانت لدى دار سك العُملة من جهود سانت جودينز السابقة، وبالتالي الامتثال لحرف أمر الرئيس الصادر في 7 أغسطس/آب. أرسل بريستون مذكرة إلى نوريس، محذرًا من أن الرئيس من المرجح أن يأمر بـ 100قطعة واقترح أن تكون العُملات المعدنية متاحة "حتى تتمكن من توفيرها دون تأخير لحظة". وفقًا للمؤرخ المتخصص في علم العُملات روجر بورديت، "كانت هذه بمثابة "سياسة تأمين" وضعها كورتيليو ضد الغضب الرئاسي الإضافي". عاين الرئيس عينات من عُملات النسر في 31 أغسطس/آب، وأعرب عن رضاه عنها وعن رغبته في رؤية المزيد منها.
وبما أن تصميم سانت جودنز لم يتضمن حافة (السطح المرتفع الذي يحيط بكل جانب من جوانب العُملة)،فشكل المعدن الزائد كان "زعانفًا" أو بروزًا من العُملة. كان من السهل كسر الزعنفة، وهناك تهديد بأن النسور ستصبح بسرعة أقل وزنًا، مما يقلل من فائدتها كعُملة تجارية. نقش باربر حافة على القالب، مما أدى إلى القضاء على المشكلة.
سُكت حوالي خمسمائة قطعة من القوالب الأصلية لسانت جودين؛ وسُكت على مكبس الميداليات ووزع معظمها على المسؤولين الحكوميين. يُشار إليها باسم قطع "حافة السلك"، وتشير إلى الزاوية الحادة التي يلتقي فيها مجال العُملة المعدنية بالحافة دون وسيط الحافة. ظلت هذه العُملات متاحة للشراء من دار سك العملة بالقيمة الاسمية على الأقل حتى عام 1912. بيعت واحدة منها في مزاد في يناير/كانون الثاني 2011 مقابل 230 ألف دولار. سُك ما مجموعه 32000 نسر باستخدام قوالب سانت جودينز المعدلة بواسطة باربر، وفي الغالب باستخدام مكابس سك العملات العادية. تُعرف هذه القطع باسم "القطع ذات الحافة المستديرة". في 9 نوفمبر/تشرين الثاني 1907، مع دخول القوالب المصنوعة من نماذج سانت جودنز ذات النقوش المنخفضة الإنتاج الكامل، قرر فرانك ليتش، المدير الجديد للدار، صهر 31950 من عينات الحافة المستديرة، مما أدى إلى إنقاذ خمسين عينة فقط. وفقًا لما ذكرهُ ليتش في مذكراته، فقد "اهديت هذهِ الأعمال إلى متاحف الفن والمسؤولين وغيرهم من الأشخاص المرتبطين بالعمل". يمكن تمييز عينات الحافة المستديرة الباقية بسهولة عن العُملات التي صدرت في وقت لاحق من عام 1907، حيث تحتوي على نقاط قبل، وبين، وبعد عبارة "عشرة دولارات" على الوجه الخلفي. أحدها، الذي كان بحوزة عائلة ليتش لمدة قرن من الزمان، بيع في يناير/كانون الثاني 2011 مقابل 2,185,000 دولار.

وصف مدير دار سك العُملة ليتش القطع في تقرير إلى كورتيليو يُلخص مشروع إعادة التصميم:
يحمل وجه النسر رأس الحرية المُريش، والذي كان مُصممًا في الأصل لعملة السنت الواحد. وسُرّ الرئيس بهذا التصميم لدرجة أنه قرر وضعه على النسر. صرّح الفنان بأن الرأس صُمم وفقًا لاقتراحات الرئيس. أما الوجه الآخر، فيحمل النسر واقفًا، وعلى حافة العملات ستة وأربعون نجمة، نجمة لكل ولاية.

## تصميم

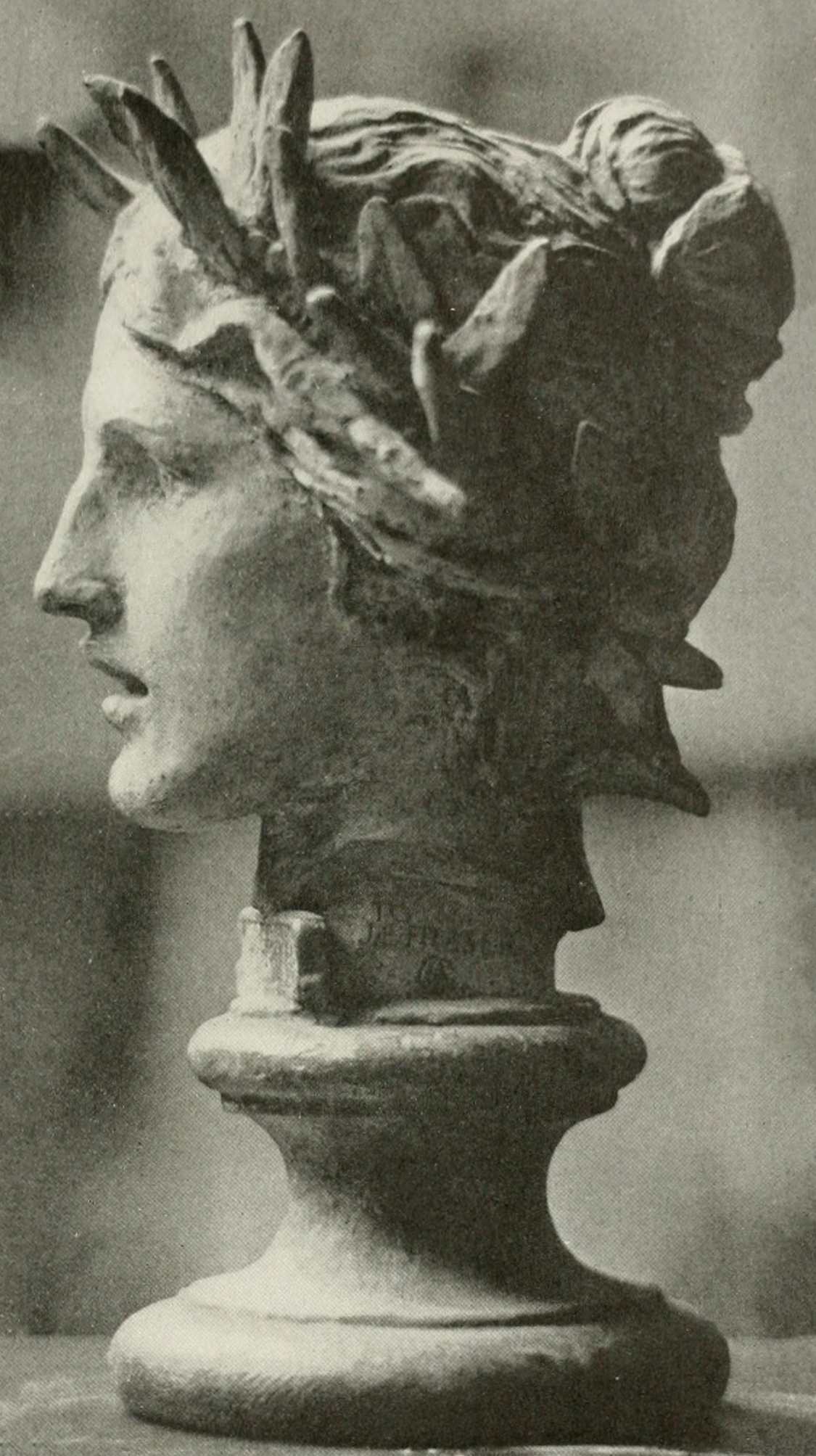
نموذج غير مستخدم من تصميم سانت جودنز لتمثال النصر

استند سانت جودنز في تصميم رأس الحرية على نموذج نحته ولم يستخدمه في تمثال النصر في نصب ويليام تيكومسيه شيرمان في مدينة نيويورك، معتقدًا أنه لا يزال التصميم سوف يُؤخذ في الاعتبار. ألهم تمثال نصفي لهارييت يوجينيا أندرسون أيضًا سانت جودنز في نموذجه ونحته البارز ΝΙΚΗ ΕΙΡΗΝΗ (كلمة يونانية تعني النصر والسلام). تصميمه العكسي عبارة عن نسر يقف على حزمة من الأسهم مع غصن زيتون عند قدميه؛ هذا هو مفهومه الأصلي لظهر النسر المزدوج، وهو يشبه إلى حد كبير ظهره للميدالية الافتتاحية. كان مصدر إلهامه النهائي للوجه الخلفي، وفقًا لإحدى الروايات، عُملة معدنية لبطليموس الأول ملك مصر تصور نسرًا واقفًا، ووضح في كتاب كان يملكه وأعاره لروزفلت.
يصف جيف جاريت ورون جوث تفاصيل العُملة بأنها "رائعة بعض الشيء". ويشيرون إلى أنه مِن غير المحتمل أن ترتدي أي أنثى غطاء رأس يرتديه المحارب الذكر فقط، واصفين كلمة "الحرية" على غطاء الرأس بأنها "موضوعة بشكل غير متجانس".

## الإصدار والإنتاج
دخلت القطع النقدية الجديدة التداول في حوالي الرابع مِن نوفمبر/تشرين الثاني عام 1907، على الرغم من أن ليتش لم يحصل على موافقة رسمية لإصدار القطع حتى التاسع عشر من ديسمبر/كانون الأول.
منذ السابع مِن نوفمبر/تشرين الثاني، بدأت المقالات تَظهر في الصحف تشير إلى حذف شعار "نحن نثق في الله" الموجود على النسر، وسرعان ما بدأت دار سك العُملة في تلقي العديد من الشكاوى. اعتقد روزفلت أن استخدام اسم الله على العُملات المعدنية يعد انتهاكًا للمقدسات، أكد مع محامي الحكومة أنه لا يوجد قانون يلزم باستخدام الشعار. أراد سانت جودنز تضمين الحد الأدنى فقط من الحروف على العُملات الجديدة، ورضي بحذف الشعار. وفقًا لابنه هومر، نظرًا لأن سانت جودنز اعتبر "شعار "نحن نثق في الله" تدخلاً فنيًا غير مطلوب بموجب القانون، تخلى عنهُ تمامًا وبالتالي جلب على نفسه صاعقة التعليق العام". أقرّ مجلس النواب مشروع قانون يأمر باستخدام الشعار على النسر الجديد والنسر المزدوج (الذي كان خاليًا أيضًا من العبارة) في مارس/آذار 1908؛ وحذا مجلس الشيوخ حذوه في مايو/أيار. ووجد روزفلت معارضةً من الرأي العام، وقّع مشروع القانون في ذلك الشهر. وضع باربر الشعار على الوجه الخلفي، على يسار صدر النسر. في "قطع النقود بدون شعار" المضروبة في دار سك العملة في دنفر عام 1908 (المصنفة تحت رقم 1908-D)، يظهر رمز دار السك "D" فوق الأوراق بالقرب من أقدام النسر على الوجه الخلفي؛ وفي القطع التي تحمل شعار المضروبة في كل من دنفر وسان فرانسيسكو (رمز دار السك S) بدءًا من عام 1908، يَظهر رمز دار السك على يسار السهم الذي يقف عليه الطائر. أجرى باربر أيضًا تغييرات طفيفة أخرى على العُملة؛ ووفقًا لبرين، "باستثناء إضافة الشعار، لا يمكن الدفاع عن أي من تغييرات باربر البسيطة على أنها تحسينات، إلا إذا أصرّ المرء على ضرورة ظهور المزيد من أول حرف U من UNUM. كما لم تزيد الجودة المذهلة."
علامات دار سك العُملة في دنفر من عام 1908 إلى عام 1910 أكبر بكثير من تلك الموجودة في السنوات اللاحقة؛ وعلامات دار سك العُملة في سان فرانسيسكو صغيرة دائمًا. ومع انضمام نيو مكسيكو وأريزونا كولايات في عام 1912، زاد عدد النجوم على الحافة من 46 إلى 48.
سُكت العُملة المعدنية كل عام من عام 1907 إلى عام 1916. خلال الحرب العالمية الأولى، ومع ارتفاع قيمة العُملات الذهبية فوق قيمتها الاسمية وعودة العديد من القطع الذهبية من أوروبا لدفع ثمن المواد الحربية، لم تكن هناك حاجة كبيرة للعُملات الذهبية الجديدة؛ توقف سك النسور بعد عام 1916. وبعد ذلك، صدرت نسور الرأس الهندي فقط في عام 1920 (في سان فرانسيسكو)، 1926 (في فيلادلفيا)، 1930 (في سان فرانسيسكو)، والإصدارات النهائية في فيلادلفيا في عامي 1932 و1933. في مارس/آذار 1933، أمر الرئيس فرانكلين روزفلت بعدم إصدار المزيد من الذهب في شكل عُملات معدنية من الخزانة؛ توقفت دار سك العملة بعد ذلك عن إنتاج العُملات الذهبية، مُنهية بذلك سلسلة النسر التي بدأت في عام 1795.
في 28 ديسمبر/كانون الأول 1933، أمر القائم بأعمال وزير الخزانة هنري مورجنثاو الأميركيين بتسليم جميع العُملات الذهبية وشهادات الذهب، مع استثناءات محدودة، وتلقي النقود الورقية كدفعة. صهرت وزارة الخزانة ملايين العُملات الذهبية في السنوات التالية. صدرت العديد من العُملات الذهبية التي نراها اليوم إلى أوروبا قبل عام 1933 وأُعيدت إلى الوطن بمجرد انتهاء القيود المفروضة على حيازة الذهب.

## ضرب النقود
التداول بالنسبة لإصدارات التداول العامة مِن عُملة النسر الذهبي الأمريكي بقيمة 10 دولارات هي كما يلي (جميع العُملات المعدنية بوزن نصف أونصة):
| السنة                     | سك العملة |
| ------------------------- | --------- |
| 1907 Rolled Edge, Periods | 50        |
| 1907 No Periods           | 239,406   |
| 1908 No Motto             | 33,500    |
| 1908-D No Motto           | 210,000   |
| 1908 With Motto           | 341,370   |
| 1908-D With Motto         | 836,500   |
| 1908-S                    | 59,850    |
| 1909                      | 184,789   |
| 1909-D                    | 121,540   |
| 1909-S                    | 292,350   |
| 1910                      | 318,500   |
| 1910-D                    | 2,356,640 |
| 1910-S                    | 811,000   |
| 1911                      | 505,500   |
| 1911-D                    | 30,100    |
| 1911-S                    | 51,000    |
| 1912                      | 405,000   |
| 1912-S                    | 300,000   |
| 1913                      | 442,000   |
| 1913-S                    | 66,000    |
| 1914                      | 151,000   |
| 1914-D                    | 343,500   |
| 1914-S                    | 208,000   |
| 1915                      | 351,000   |
| 1915-S                    | 59,000    |
| 1916-S                    | 138,500   |
| 1920-S                    | 126,500   |
| 1926                      | 1,014,000 |
| 1930-S                    | 96,000    |
| 1932                      | 4,463,000 |
| 1933                      | 312,500   |

## جمع

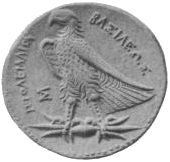
يقال إن سانت جودنز استوحى تصميم النسر الواقف من هذه الصورة لعملة مصرية قديمة.

باستثناء قطع الإغاثة العالية لعام 1907، لا يوجد تأريخ أو علامة سك للضربات الدورانية لنسر الرأس الهندي قبل عام 1920 نادرة بشكل خاص. 1911-د ، مع سك 30100 أوامر قسط كبير في ولاية سك العملة أو حالة غير متداولة، ولكن فقط حالة متواضعة في الدرجات المتداولة. على الرغم من سكها البالغ 126500، إلا أن عام 1920 يعد ندرة كبيرة. جُمعت قليلا في ذلك الوقت، ومع استمرار تعافي أوروبا من الحرب، صُدرت القليل من العُملات المعدنية هناك؛ وفقا لذلك، صُهر معظمها بعد عام 1933. وزع حفنة فقط من النسور عام 1933 قبل أن يُنهي روزفلت دفع الذهب، وصُهر كامل سك العُملة البالغ 312500 تقريبا. بيعت واحدة في عام 2004، متدرجة مس-66 (أفضل مثال على هذا التاريخ معروف) مقابل 718750 دولارا. من المعروف أن ما يقرب من أربعين نسرا من عام 1933نجوا.
سُكّت العملات المعدنية مِن عام 1907 حتى عام 1915، جميعها في فيلادلفيا. لا نعرف كل الكميات، ولكن أعلى عدد معروف ضُرب هو 1910، مع سك 204 قطعة (بيعت واحدة منها بمبلغ 80.500 دولار في عام 2006). أحد العينات الباقية مِن قّطع الحافة المستديرة المنصهرة في الغالب موجودة في الدليل؛ هذهِ العينة الفريدة موجودة في أيدي خاصة. يقترح خبير العُملات مايك فولجينز، في كتابهِ عن القطع الذهبية ذات التصاميم الهندية التي سُكّت في أوائل القرن العشرين، أن هذهِ العُملة كانت قطعة تجريبية، نتجت عن اختبار قوالب جديدة. مِن المعروف أن العُملات المعدنية ذات الطبعة المختلفة لها تشطيبات مُختلفة. القطعة الفريدة من نوعها التي يعود تأريخها إلى عام 1907 مصنوعة من مادة الساتان (تبدو التصميمات البارزة مثل الساتان)، ولكن النسور التي صُنعت لاحقًا ضُربت بلمسة نهائية داكنة غير لامعة. ضُربت بعض عُملات النسور التي يعود تأريخها إلى الفترة من عام 1908 إلى عام 1910 بطبقة "رومانية" أخف وزناً.

### ملحوظات
1. ↑  Burdette 2007، صفحة 19.
2. ↑  Yeoman 2014، صفحة 268.
3. ↑  Yeoman 2014، صفحة 275.
4. ↑  Burdette 2007، صفحة 20.
5. ↑  Vermeule 1971، صفحات 108–109.
6. ↑  Moran 2008، صفحة 219.
7. ↑  Burdette 2006، صفحات 83–84.
8. ↑  Breen 1988، صفحة 558.
9. ↑  Vermeule 1971، صفحة 115.
10. ↑  Burdette 2006، صفحة 84.
11. 1 2  Burdette 2006، صفحة 209.
12. 1 2  Burdette 2006، صفحة 98.
13. 1 2 3  Burdette 2006، صفحات 100–101.
14. ↑  Burdette 2006، صفحة 102.
15. ↑  Burdette 2006، صفحة 105.
16. ↑  Moran 2008، صفحة 307.
17. ↑  Burdette 2006، صفحة 106.
18. ↑  Burdette 2006، صفحات 106–107.
19. 1 2  Moran 2008، صفحة 301.
20. 1 2  Burdette 2006، صفحة 113.
21. 1 2  Burdette 2006، صفحة 115.
22. ↑  Burdette 2006، صفحة 117.
23. ↑  Moran 2008، صفحات 301–302.
24. ↑  Breen 1988، صفحة 559.
25. ↑  Burdette 2006، صفحة 118.
26. 1 2  Roach, 2011-01-17.
27. ↑  Yeoman 2014، صفحة 274.
28. 1 2  Burdette 2006، صفحات 116–117.
29. 1 2  Leach 1917، صفحات 378–381.
30. ↑  Burdette 2006، صفحات 82–83, 302.
31. ↑  Garrett & Guth 2008، صفحة 315.
32. ↑  Burdette 2006، صفحة 75.
33. ↑  Burdette 2006، صفحة 303.
34. 1 2  Garrett & Guth 2008، صفحة 314.
35. ↑  Moran 2008، صفحة 321.
36. ↑  Burdette 2006، صفحات 193–195.
37. 1 2 3 4 5  Breen 1988، صفحة 560.
38. ↑  Burdette 2006، صفحة 197.
39. ↑  Garrett & Guth 2008، صفحة 384.
40. ↑  Breen 1988، صفحات 558–560.
41. ↑  Breen 1988، صفحة 561.
42. ↑  Bowers 2004، صفحة 240.
43. 1 2  Garrett & Guth 2008، صفحة 391.
44. ↑  Garrett & Guth 2008، صفحات 391–393.
45. ↑  Fuljenz 2010، صفحة 234.
46. ↑  Bowers 2004، صفحات 277–278.
47. ↑  Lange 2006، صفحة 165.
48. ↑  "Circulation Mintage Figures - American Indian Head Eagle Gold Coinage (year-dated coins sold)". My Coin Guides. 29 أبريل 2024. مؤرشف من الأصل في 2025-02-11. اطلع عليه بتاريخ 2024-04-29.
49. ↑  Garrett & Guth 2008، صفحة 387.
50. ↑  Garrett & Guth 2008، صفحة 393.
51. ↑  Fuljenz 2010، صفحة 235.
52. 1 2  Garrett & Guth 2008، صفحات 418–422.
53. ↑  Fuljenz 2010، صفحة 175.

### فهرس
- Bowers، Q. David (2004). A Guide Book of Double Eagle Gold Coins. Atlanta, Ga.: Whitman Publishing. ISBN:978-0-7948-1784-8.
- Breen، Walter (1988). Walter Breen's Complete Encyclopedia of U.S. and Colonial Coins. New York, N.Y.: Doubleday. ISBN:978-0-385-14207-6.
- Burdette، Roger W. (2006). Renaissance of American Coinage, 1905–1908. Great Falls, Va.: Seneca Mill Press. ISBN:978-0-9768986-1-0.
- Burdette، Roger W. (2007). Renaissance of American Coinage, 1909–1915. Great Falls, Va.: Seneca Mill Press. ISBN:978-0-9768986-2-7.
- Fuljenz، Mike (2010). Indian Gold Coins of the 20th Century. Lumberton, Tex.: Subterfuge Publishing. ISBN:978-0-9819488-9-8.
- Garrett، Jeff؛ Guth، Ron (2008). Encyclopedia of U.S. Gold Coins, 1795–1933 (ط. second). Atlanta, Ga.: Whitman Publishing. ISBN:978-0-7948-2254-5.
- Lange، David W. (2006). History of the United States Mint and its Coinage. Atlanta, Ga.: Whitman Publishing. ISBN:978-0-7948-1972-9.
- Leach، Frank (1917). Recollections of a Newspaperman. San Francisco, California: S. Levinson.
- Moran، Michael F. (2008). Striking Change: The Great Artistic Collaboration of Theodore Roosevelt and Augustus Saint-Gaudens. Atlanta, Ga.: Whitman Publishing. ISBN:978-0-7948-2356-6.
- Vermeule، Cornelius (1971). Numismatic Art in America. Cambridge, Mass.: The Belknap Press of Harvard University Press. ISBN:978-0-674-62840-3.

متصل
- Roach، Steve (17 يناير 2011). "FUN show surpasses expectations for most". Coin World. مؤرشف من الأصل في 2012-03-24. اطلع عليه بتاريخ 2018-07-19.

## روابط خارجية
- دليل النسر ذو الرأس الهندي – ماريناليكسوف